# Cedarhurst Park
Cedarhurst Park az Amerikai Egyesült Államok Oregon államának Clackamas megyéjében elhelyezkedő önkormányzat nélküli település.